# Dadapan (Pringkuku)
Dadapan is een bestuurslaag in het regentschap Pacitan van de provincie Oost-Java, Indonesië. Dadapan telt 1645 inwoners (volkstelling 2010).